# Brazylijska melodia
Brazylijska melodia (bułg. Бразилска мелодия) – bułgarski film kryminalny z 1974 roku reżyserii Milena Getowa, jest to ekranizacja powieści Bogomiła Rajnowa.

## Obsada
- Kosta Conew
- Lubomir Dimitrow
- Stefan Syrbow
- Łyczezar Stojanow
- Josif Syrczadżiew
- Damjan Antonow
- Jordanka Kuzmanowa
- Luba Aleksijewa
- Newena Mandadżijewa
- Welika Karajanewa
- Antonija Czołczewa